# Фалько (телесеріал)
Фалько (фр. Falco) — французький серіал про поліцейського, який провів 22 роки у комі після поранення на завданні. Бюджет першого сезону — €6,5 млн. 2014 року був номінований на отримання «Кришталевого глобуса» як «Кращий серіал». Дещо безглуздим виглядає те, що головний герой, ім'ям якого навіть названий серіал, помирає напочатку останнього сезону.
В Україні вперше показаний Інтером 3 лютого 2019 року. Також транслювався на НТН.

## Сюжет
- 1-й сезон: у травні 1991 року поліцейський Александр Фалько, що має дружину та однорічну донечку, переслідуючи разом із напарником Жаном-Полем бандита, отримує серйозне поранення у голову та впадає у кому. 2013 року він приходить до тями та з'ясовує, що його донька Паулін вже стала дорослою, а дружина Кароль, після багатьох років марного очікування покращення його стану, живе з іншим чоловіком. Жан-Поль, керуючи відділком поліції, влаштовує Алекса до себе на роботу. З'ясовується, що паталогоанатом Філіп, з яким вони працюють, — це хлопець дружини Фалька. Розслідуючи вбивства, Алекс починає згадувати момент замаху на нього.
- 2-й сезон: головний герой з'ясовує, що у нього стріляв Жан-Поль, той зникає. Виявляється, його шантажували вбивством доньки Елеонор. Після стрільби у друга він розлучається з родиною та відмовляється з ними спілкуватися, хоча таємно спостерігає за їх життям. Алекс не розповідає про це нікому, окрім свого напарника Шевальє. Жана-Поля вбивають, він не каже, хто шантажував його, але просить захищати його доньку та онука. Шевальє беруть у заручники, прив'язучи до грудей вибухівку. Стається вибух…
- 3-й сезон: Алекс покинув роботу та живе в будинку у лісі. Шевальє втратив ногу, ходить на протезі та перевівся працювати в архів. Після сутички з маніяком, що втік із в'язниці, друзі повертаються у свій відділок. Хлопець Елеонор заборгував гроші бандитам. Він зізнається, що багато років тому його відправили стежити за дівчиною, але він закохався в неї. Фалько допомагає йому повернути борг та змушує поїхати. Захищаючись, Елеонор вбиває одного із бандитів, вони з Алексом кохаються, але Фалько вирішує, що їй буде краще без нього і відправляє Елеонор до її хлопця. Алекс дізнається, що саме адвокат Дерігад, у фірмі якого працює його донька, змусив Жана-Поля стріляти в нього. Виявляється, його колишній напарник колись не знайшов доказів вини та відпустив із-під варти одного злочинця, а той, грабуючи ювелірний магазин, убив дружину та доньку Дерігада. Останній, щоб покарати поліцейського, змусив його обирати між другом та родиною. Дерігад викрадає Паулін та ховає її в склепі разом із вбивцею своїх рідних. Адвокат викрав його із в'язниці багато років тому. Той мусить вбити дівчину. Фалько і Філіп знаходять сховок Дерігада і з'ясовують, що Паулін жива. Дерігад смертельно хворий і хоче померти, він щось каже Філіпу, і той убиває його.
- 4-й сезон: Філіпа засуджують до 15-ти років в'язниці. Фалько, наздоганяючи чергового маніяка, підривається на вибуховому пристрої, отримує сильну контузію та знову впадає у кому. Операція не дає результатів, і він помирає. До них у відділок призначають нового працівника Максима. Останні роки він провів у в'язниці, працюючи «під прикриттям» для спецслужби. А перед цим йому вдалося проникнути у дуже впливове бандитське угрупування «Вавилон». Між ним та стриптизеркою, що працювала у клубі бандитів, виникає кохання. Вона погоджується свідчити проти них. Бандити дізнаються про це та жорстоко карають дівчину та її подругу. Максиму повідомляють, що стриптизерка померла, він дізнається, що розтин робив Філіп, який на той час теж працював на спецслужбу. Хлопець підозрює, що його кохана жива, а патологоанатом каже, що навіть повідомить про її місцезнаходження, якщо його витягнуть із в'язниці. Максим здається бандитам, які теж хочуть знати, де та, що все-таки здала одного із їх керівників, і розповідає про Філіпа. Спецслужба змушена посприяти звільненню патологоанатома, той вирушає на зустріч із Максимом і бандитами. Стається масова перестрілка, керівницю бандитів арештовують. Максим їде до своєї коханої, яка, виявляється, має сина.